# ノース男爵
ノース男爵（英: Baron North）はイギリスの男爵、イングランド貴族爵位。弁護士エドワード・ノースが1554年に貴族院より議会招集されたことを発端とするが、1941年以降は停止状態にある。
関連性の高いロールストンのグレイ男爵についても触れる。

## 歴史

### ノース一族の黎明

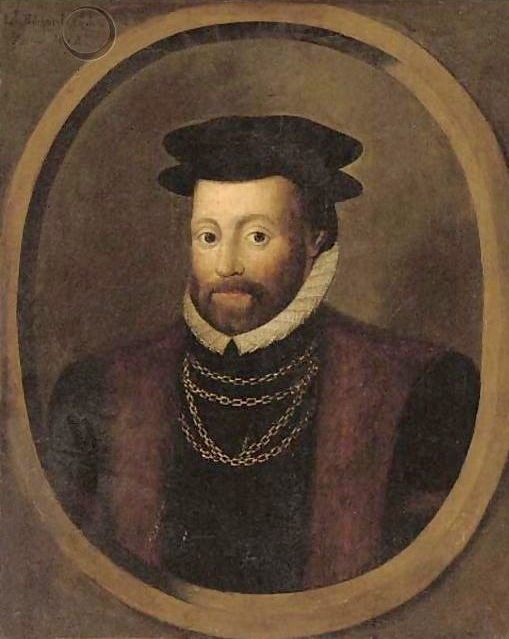
初代男爵エドワード・ノース

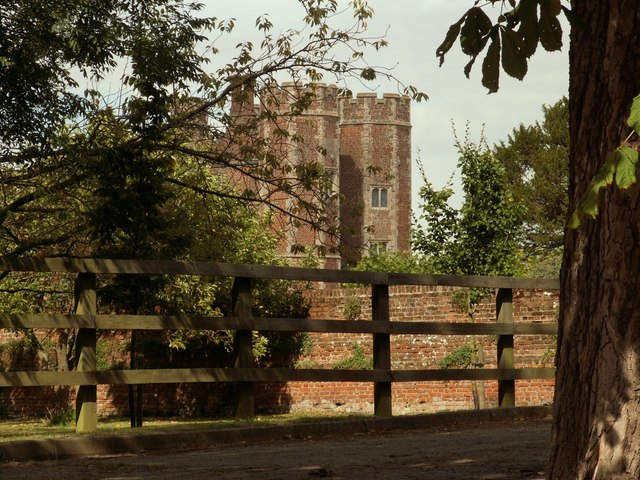
初代男爵の住んだ邸宅カートリング・タワー。エリザベス1世が滞在したこともある。

弁護士エドワード・ノース(1496-1564)は貴族院議会事務総長や増収裁判所書記官を務めたのち、1554年にケンブリッジ州カートリング・タワーのノース男爵(Baron North, of Kirtling Tower in the County of Cambridge)として貴族院から議会招集を受けた。彼ののちは、息子のロジャーが爵位を襲った。
2代男爵ロジャー(1530-1600)は駐仏英国大使や王室会計長官を務めた廷臣であったが、息子ジョンに先立たれれていたため、爵位は孫のダドリー、同名の長男ダドリーの順で継承されている。
4代男爵ダドリー(1602-1677)は襲爵前に庶民院、短期議会及び長期議会議員を務めている。また、彼の次男は1683年にギルフォード男爵(Baron Guilford)に叙せられたため、ノース男爵家の分家が誕生した。
その子チャールズ(1636-1691)は父の存命中の1673年に貴族院よりスタッフォード州ロールストンのグレイ男爵(Baron Grey, of Rolleston in the County of Stafford)として議会招集を受けている。1677年以降はノース男爵位も継承して、彼が亡くなるとその子ウィリアムが爵位を相続した。
6代男爵ウィリアム(1673-1734)はアン女王の崩御ののちジャコバイトとして活動した。アタベリー陰謀事件の嫌疑から辛くも逃れると大陸に移住、1722年にジャコバイト爵位たる「ノース伯爵」に叙されている。彼には子がいなかったため、グレイ男爵位と「ノース伯爵位」は廃絶した。他方、ノース男爵位は分家筋の第3代ギルフォード男爵フランシス・ノースが継承した。

### 伯爵家の儀礼称号として

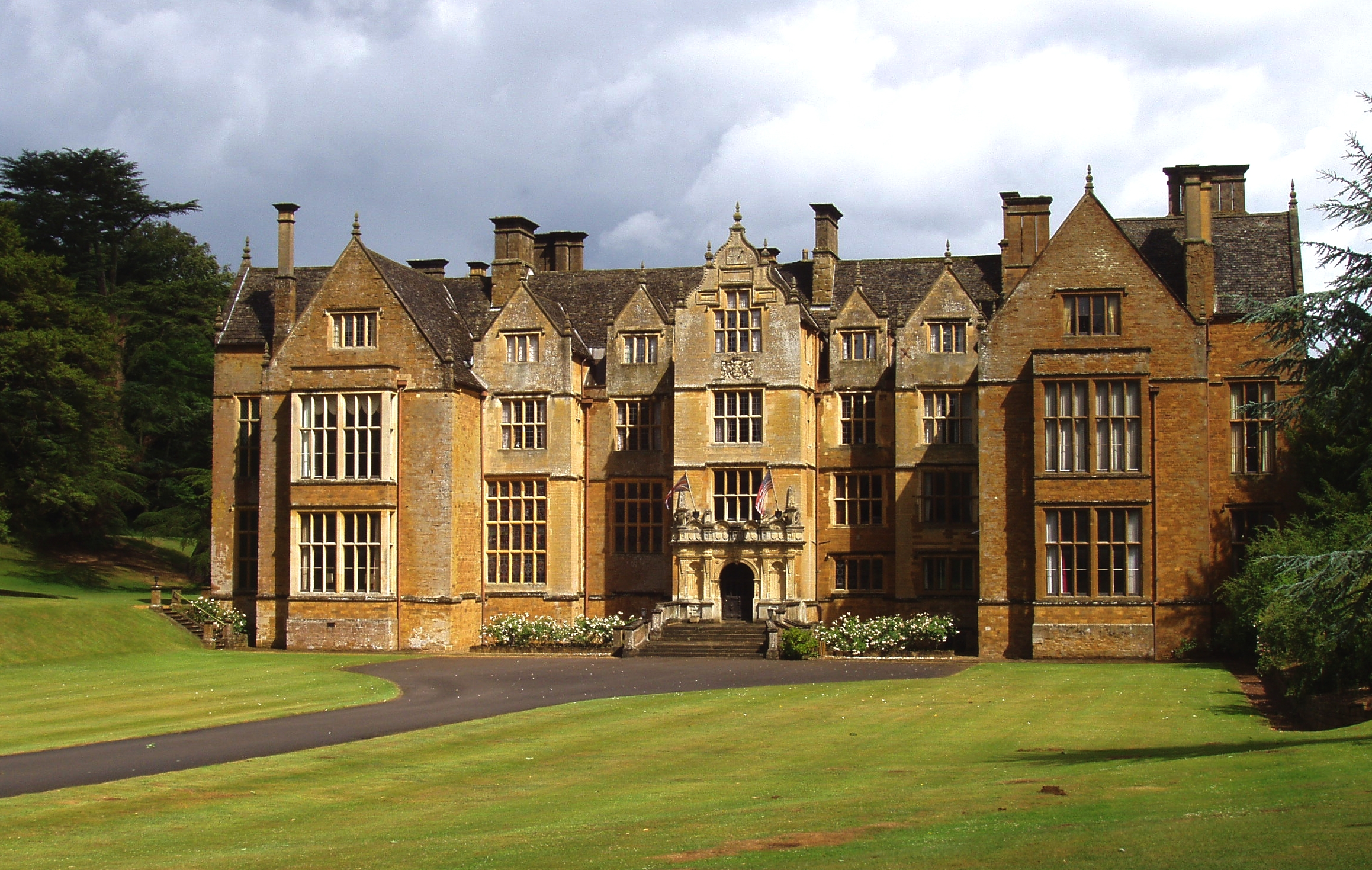
伯爵家時代の邸宅ロクストン・アビー

フランシス・ノース(1704-1790)は1734年にノース男爵を継承して、7代男爵となった。彼はジョージ王子の家庭教師を務めたが、すべての宮廷職から退いた翌年の1752年にギルフォード伯爵に昇叙した。これ以降、ノース男爵は伯爵家の従属爵位と儀礼称号を兼ねることとなった。
その息子である2代伯フレデリック(1732-1792)は首相を務めた政治家で、フォークランド危機を主導したのちアメリカ独立戦争に指導した。1790年に下野したのち1792年に亡くなると、その息子ジョージが爵位を承継した。
3代伯ジョージ(1757-1802)が男子なく没すると、男子の継承しか認めないギルフォード伯爵位は弟フランシスに継承された。一方で、女系継承を許すノース男爵位は彼の3人の娘の間で優劣がつかず停止した。1837年に貴族院によって『(停止中のノース男爵位は)最長命であった娘がこれを承継する』旨を決議した。1841年に3姉妹のうちスーザンのみ存命となると、1837年裁定に従ってスーザンに帰属する形で確定、停止解除となった。

### その後の歴史

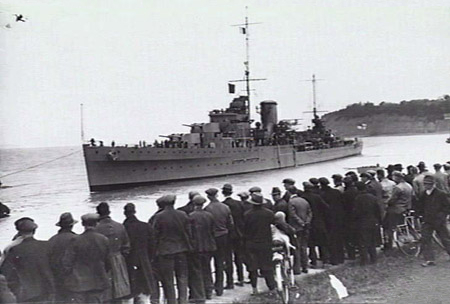
軽巡洋艦ネプチューン。13代男爵は本艦と運命を共にした。

10代女男爵スーザン(1797-1884)は継承確定前の1838年に「ドイル姓(Doyle)」よりノースに家名を変更している。彼女ののちはその直系男子によって爵位は継承された。
しかし、彼女のひ孫にあたる13代男爵ジョン(1917-1941)は第二次世界大戦に従軍した際にわずか24歳の若さで戦死してしまう。彼には子がなかったため、爵位は彼の2人の妹ドロシーとスーザンとの間で優劣がつかず、2度目の停止に陥ったまま現在に至っている。

## ノース男爵（1554年）
- 初代ノース男爵エドワード・ノース（英語版） (c. 1496–1564)
- 第2代ノース男爵ロジャー・ノース（英語版） (1530–1600)
  - ジョン・ノース閣下 (?-1597)
- 第3代ノース男爵ダドリー・ノース（英語版） (1581–1666)
- 第4代ノース男爵ダドリー・ノース（英語版） (1602–1677)
- 第5代ノース男爵(初代グレイ男爵)チャールズ・ノース (c. 1636–1691) (1673年グレイ男爵叙爵)
- 第6代ノース男爵(第2代グレイ男爵)ウィリアム・ノース(c. 1673–1734) (1734年グレイ男爵位廃絶)
- 第7代ノース男爵(初代ギルフォード伯爵)フランシス・ノース (1704–1790)
- 第8代ノース男爵(第2代ギルフォード伯爵)フレデリック・ノース (1732–1792)
- 第9代ノース男爵(第3代ギルフォード伯爵)ジョージ・ノース (1757–1802) (1802年爵位停止)
- 第10代ノース女男爵スーザン・ノース (1797–1884) (1841年停止解除)
- 第11代ノース男爵ウィリアム・ノース (1836–1932)
- 第12代ノース男爵ウィリアム・ノース (1860–1938)
- 第13代ノース男爵ジョン・ノース (1917–1941) (1941年爵位停止)

### 註釈
1. ↑  彼の母は古いイングランド貴族であるワークのグレイ男爵家（英語版）の出身であったため、その家名に因んだ爵位名となっている。
2. ↑  存在性に乏しいジャコバイト爵位であるため、括弧書きの強調なしで表記する。
3. ↑  ギルフォード伯爵位はグレートブリテン貴族爵位。